# Ko Phi Phi Lee

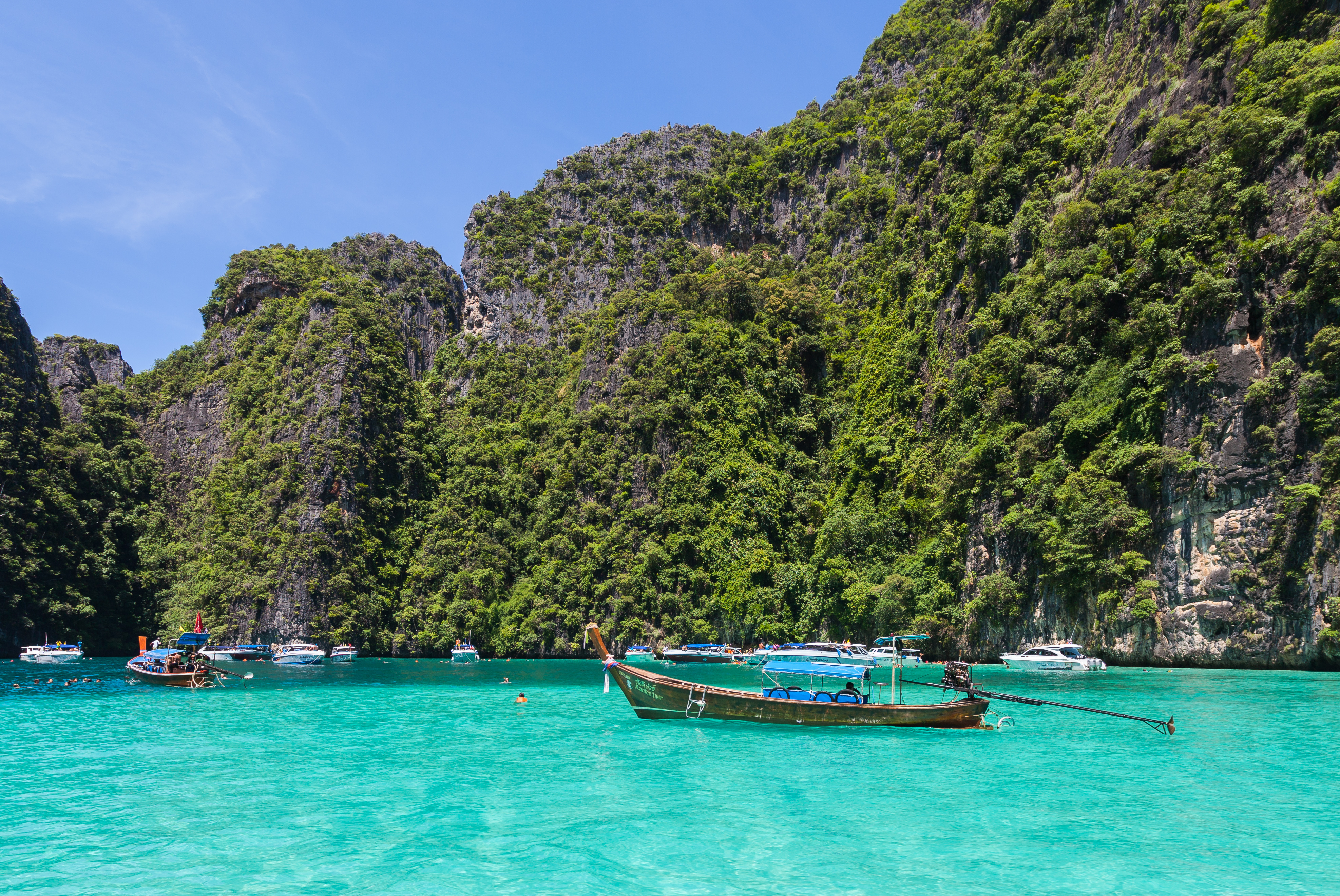
Bote en la bahía de Maya.

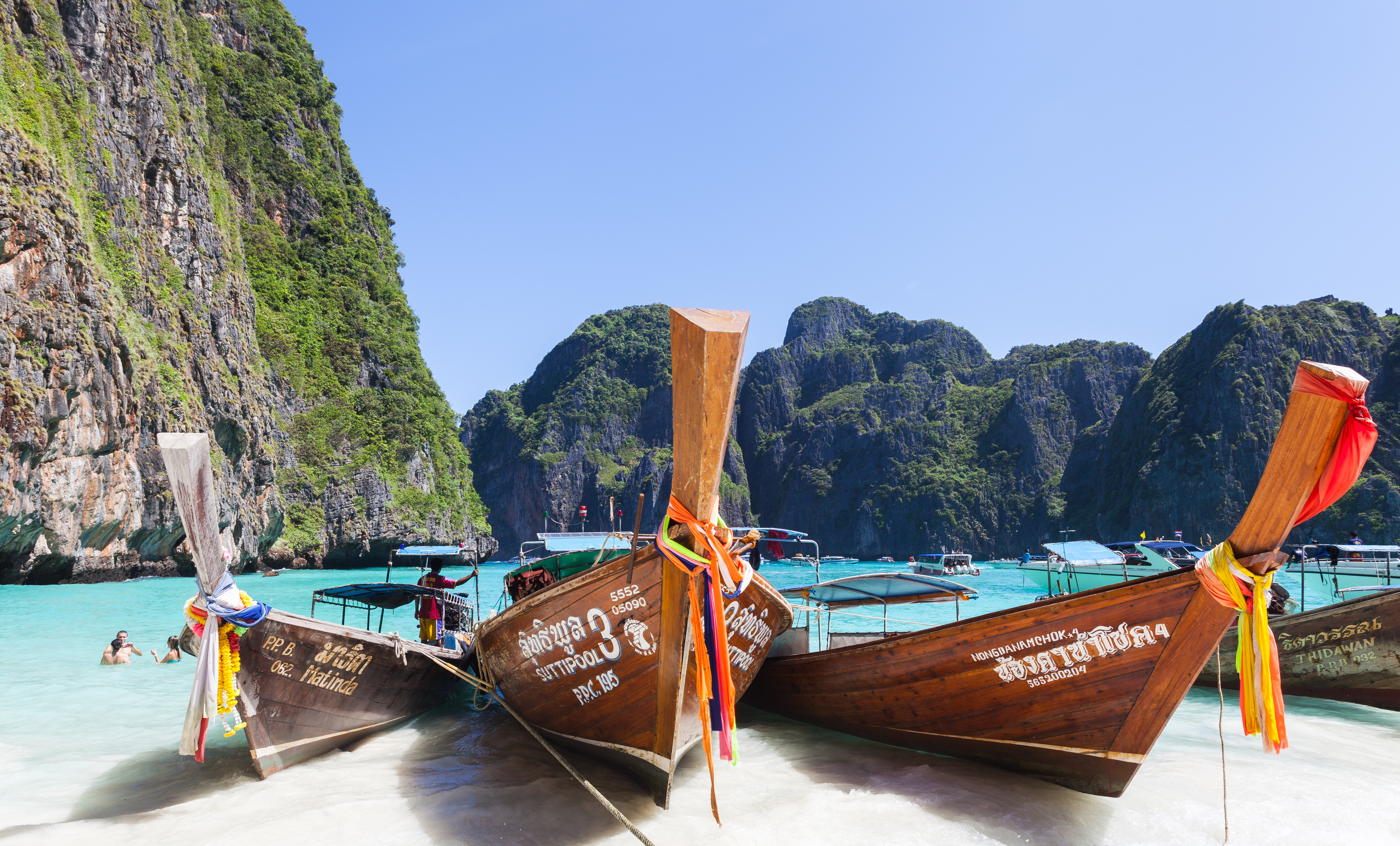
Otra vista de la playa de Maya

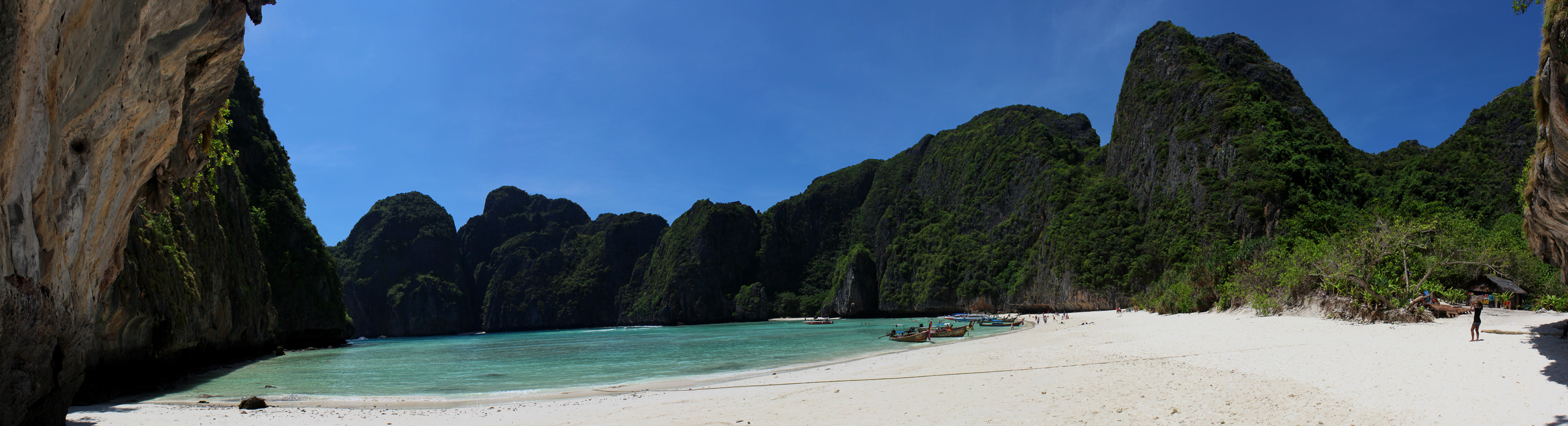
Foto panorámica de una de las playas de la Bahía de Maya

Ko Phi Phi Lee (o Ko Phi Phi Ley) es una isla que se encuentra en el archipiélago Phi Phi, en el mar de Andamán. Pertenece a Krabi, una provincia al sur de Tailandia.

## Geografía
Se trata de la segunda isla más grande del archipiélago al que pertenece, siendo únicamente superada por Ko Phi Phi Don. La isla consiste en anillos de roca sedimentaria que crean una gran bahía, la bahía de Maya.

## Curiosidades
La película La playa, protagonizada por Leonardo DiCaprio, fue rodada en la bahía de Maya.
En 2006 el Supremo condenó a la 20th Century Fox y a su representante en Tailandia, Santa International Film, a restaurar el medioambiente en esta isla.

## Varios
Bahía Maya es muy popular para el buceo, y se ha vuelto aún más popular después de que la película La playa del año 2000, fuera filmada allí. Según la guía Lonely Planet de Tailandia, el tsunami de 2004 mejoró radicalmente la apariencia de Bahía Maya. Esto se debió al hecho de que las altas olas habían limpiado la playa y se retiraron del paisaje todo el equipo de producción que Fox había añadido.
Los principales sitios de buceo se encuentran en Loh Samah, Maya Bay y la bahía de entrada Palong, a menudo se combinan con el buceo en Koh Bida Nok, un afloramiento rocoso a unos 500 metros al sur de Loh Samah.

## La isla antes y después
Esta isla era completamente virgen antes de 2004, después comenzó a pertenecer en toda regla al parque nacional Phi Phi y todo fue reordenado: construcción de baños, indicaciones, corte de parte de la vegetación autóctona, ceniceros por toda la playa y planes de futuro de construir bungalós también; además de incluir una tarifa de entrada de 400 baht por persona. Todo el encanto de la isla ha desaparecido debido al turismo masivo de la zona. Por no hablar de los corales que existían en la bahía de Maya, que están prácticamente destruidos debido principalmente a las numerosas lanchas y embarcaciones modernas de gran tamaño que atracan a diario en la propia playa. 
- Datos: Q612821
- Multimedia: Ko Phi Phi Le / Q612821